# Nathaniel Revetria
Nathaniel Revetria Soñora (Tampico, México, 29 de junio de 1981) es un entrenador de fútbol y exfutbolista mexicano de origen uruguayo. Su posición era de delantero. Es hijo del exfutbolista uruguayo Hebert Revetria.

## Clubes

### Como jugador
| Club                                  |  | País    | Año       |
| ------------------------------------- |  | ------- | --------- |
| Defensor Sporting Club                |  | Uruguay | 2001-2002 |
| Club Atlético Juventud de Las Piedras |  | Uruguay | 2002-2003 |
| América San Luis                      |  | México  | 2003 2005 |
|                                       |  |         |           |
|                                       |  |         |           |
| Defensor Sporting Club                |  | Uruguay | 2006      |
| Cultural y Deportiva Leonesa          |  | España  | 2007      |
| AD Alcorcón                           |  | España  | 2008      |
| Club Atlético River Plate (Uruguay)   |  | Uruguay | 2008-2009 |
| Club Sport Ancash                     |  | Perú    | 2009      |

### Como entrenador
| Club                | País    | Año  | PJ | PG | PE | PP | Efectividad |
| ------------------- | ------- | ---- | -- | -- | -- | -- | ----------- |
| Club Atlético Cerro | Uruguay | 2020 | 10 | 1  | 4  | 5  | 23.3%       |